# Hubert Auriol
Hubert Auriol (ur. 7 czerwca 1952 w Addis Abebie, zm. 10 stycznia 2021 w Garches) – francuski motocyklista i kierowca rajdowy, uczestnik rajdów terenowych. Trzykrotny zwycięzca Rajdu Dakar: dwukrotnie w latach 1981 i 1983 w kategorii motocykli oraz jednokrotnie w roku 1992 w kategorii samochodów. Dwukrotnie podczas tego rajdu był drugi: w 1984 (motocykle) i w 1994 (samochody). W 1993 zajął trzecie miejsce w kategorii samochodów. 

## Życiorys
Urodził się 7 czerwca 1952 w stolicy Etiopii – Addis Abebie.
W roku 1979 zadebiutował w I. edycji Rajdu Dakar. Następnie został zwycięzcą tego rajdu w latach 1981 i 1983 w kategorii motocykli jadąc marką BMW. W 1985 zajął 2. miejsce w Rajdzie Dakar na motocyklu Cagiva. Podczas Rajdu Dakar 1987 na jednym z etapów zaliczył kraksę i złamał obydwie kostki, mimo to udało mu się ukończyć etap. W 1988 przeniósł się na kategorię Buggy, zaś później startował w kategorii samochodów (Mitsubishi). W 1992 został pierwszym zawodnikiem, który wygrał zarówno Rajd Dakar w kategorii motocykli jak i samochodów. W latach 1995–2004 był dyrektorem Rajdu Dakar. W 2006 po raz kolejny wystartował w tym rajdzie samochodem Isuzu. W 2008 został założycielem rajdu Africa Eco Race. 
W 2012 został określony „Legendą FIM” w uznaniu jego zasług i osiągnięć w sporcie motocyklowym. 
Zmarł 10 stycznia 2021 z powodu zatrzymania akcji serca, wcześniej trafił do szpitala w związku z zachorowaniem na COVID-19. Był żonaty, miał troje dzieci. Mieszkał w Suresnes. Nosił również przydomki „l'Africain” (pol. Afrykanin) ze względu na miejsce swojego urodzenia oraz „Le Chevalier blanc” (pol. Biały rycerz). Nie był spokrewniony z Didierem Auriol, również rajdowcem występującym w Rajdzie Dakar.

## Podia w Rajdzie Dakar
| Rok  | Pojazd                            | Pozycja |
| ---- | --------------------------------- | ------- |
| 1981 | BMW 800 GS (motocykl)             |         |
| 1983 | BMW 980 GS (motocykl)             |         |
| 1984 | BMW 1050 R (motocykl)             |         |
| 1992 | Mitsubishi Pajero (samochód)      |         |
| 1993 | Citroën ZX Rallye-Raid (samochód) |         |
| 1994 | Citroën ZX Grand-Raid (samochód)  |         |